# Die Superreichen
Die Superreichen – Aufstieg und Herrschaft einer neuen globalen Geldelite ist die 2013 von Andreas Simon dos Santos übersetzte Ausgabe des Buches Plutocrats: The Rise of the New Global Super Rich and the Fall of Everyone Else der kanadischen Journalistin und Politikerin Chrystia Freeland (* 1968).
Plutocrats wurde erstmals 2012 veröffentlicht. Chrystia Freeland analysiert darin den Aufstieg einer neuen globalen Geldelite, die immense Reichtümer angehäuft hat, und untersucht die Konsequenzen dieses Trends für die Gesellschaft und die Wirtschaft. Sie beleuchtet, wie diese Superreichen ihren Einfluss auf politische Entscheidungen und gesellschaftliche Prozesse ausüben.

## Kernaussagen
Das Werk Die Superreichen – Aufstieg und Herrschaft einer neuen globalen Geldelite untersucht den rasanten Aufstieg einer kleinen globalen Elite, die über immense Vermögen verfügt und dadurch eine beispiellose Macht und Einflussnahme auf politische, wirtschaftliche und soziale Prozesse ausübt. Die Kernaussagen des Buches beziehen sich auf die wachsende soziale Ungleichheit, die Macht und den politischen Einfluss der Superreichen, die Folgen für die Gesellschaft und die Herausforderungen, denen sich die Gesellschaft gegenübersieht.

## Inhalt
Mit dem Buch Die Superreichen – Aufstieg und Herrschaft einer neuen globalen Geldelite wird eine detaillierte Analyse präsentiert, die den schnellen Aufstieg einer kleinen, jedoch äußerst einflussreichen globalen Elite beleuchtet. Ihre Angehörigen verfügen über gewaltige Vermögen, die ihnen eine beispiellose Machtposition verschaffen und sie in die Lage versetzen, bedeutenden Einfluss auf sowohl politische, wirtschaftliche als auch soziale Prozesse zu nehmen.
In dem Werk werden die Auswirkungen der Globalisierung, des technologischen Fortschritts und der Finanzialisierung der Wirtschaft beleuchtet, die den Superreichen bisher ungekannte Möglichkeiten zum Erwerb von Reichtum und zur globalen Vernetzung eröffneten.
Ein Schwerpunkt des Werkes liegt auf der Macht und dem politischen Einfluss, den die Superreichen durch ihren immensen Reichtum erlangt haben. Die Autorin zeigt auf, wie sie ihre finanziellen Ressourcen nutzen, um politische Entscheidungen zu beeinflussen und die Gestaltung von Gesetzen, Steuerpolitik und Regulierungen nach ihren Interessen zu lenken. Dadurch entsteht eine gefährliche Verflechtung von Wirtschaft und Politik, die demokratische Prozesse beeinträchtigen und das Vertrauen in politische Institutionen untergraben kann.
Die wachsende soziale Ungleichheit bildet einen weiteren zentralen Aspekt, den das Buch behandelt. Die Konzentration des Reichtums bei einer kleinen Gruppe führt zu erheblichen sozialen Spaltungen in der Gesellschaft. Die Superreichen haben Zugang zu Ressourcen und Möglichkeiten, die für den Rest der Bevölkerung oft unerreichbar sind. Dadurch verstärken sich soziale und wirtschaftliche Schranken, und es entsteht eine immer größer werdende Kluft zwischen den Superreichen und dem Rest der Gesellschaft.
Das Werk widmet sich auch den gesellschaftlichen Auswirkungen der Macht der Superreichen. Dabei werden die Folgen für Bildung, Gesundheit, soziale Mobilität und den gesellschaftlichen Zusammenhalt beleuchtet. Es werden die Zusammenhänge zwischen der wachsenden sozialen Ungleichheit und der Stabilität und Funktionsfähigkeit einer Gesellschaft untersucht.
Im weiteren Verlauf des Buches werden Herausforderungen und mögliche Lösungsansätze diskutiert. Die Autorin zeigt auf, welche politischen Maßnahmen und Reformen notwendig sein könnten, um soziale Gerechtigkeit zu fördern, die politische Partizipation aller Bürger zu stärken und den Einfluss der Superreichen zu begrenzen.

## Rezeption
Ein Aspekt ist die Analyse der Macht und des politischen Einflusses der Superreichen. Die Möglichkeit, politische Entscheidungen durch ihren immensen Reichtum zu beeinflussen, wird als besorgniserregend erachtet und wirft wichtige Fragen zur demokratischen Partizipation und Transparenz auf.
Insgesamt wird das Buch Die Superreichen als eine wichtige Quelle für die Erforschung der wachsenden sozialen Ungleichheit und der Rolle der Superreichen in der globalen Gesellschaft angesehen. Es hat zu einer breiten Debatte über diese Themen geführt und bietet eine solide Grundlage für weitere Forschung und Diskussion in diesem Bereich.

## Preise
Die Originalausgabe Plutocrats von Chrystia Freeland wurde 2012 New-York-Times-Bestseller und erhielt 2013 den kanadischen Lionel Gelber Prize für das beste Sachbuch des Jahres sowie auch den National Business Book Award für das hervorragendste kanadische Buch über Wirtschaftsangelegenheiten.